# Christiaan Rudolph De Wet
Christiaan Rudolph De Wet, burski politik in general, * 1854, † 1922.

## Življenjepis
De Wet se je udeležil vojne proti angleškim osvajalcem v letih 1880-1881; v drugi burski vojni (1899-1902) je bil vodja burske gverile. 1914 je organiziral upor, a je bil poražen.